# Сироткин, Дмитрий Васильевич
Дми́трий Васи́льевич Сиро́ткин (1865 или 10 мая 1864, Остапово, Чкаловский район — 1946 или 13 июля 1953, Белград) — коммерции советник, один из крупнейших судостроителей и судовладельцев России, председатель совета Общества страхования судов, член совета Московского банка, член правлений ряда транспортных и нефтепромышленных компаний. Нижегородский городской голова (1913—1917). Председатель совета Съездов судовладельцев Волжского бассейна. Известный деятель старообрядчества начала XX века, председатель совета Всероссийских съездов старообрядцев белокриницкого согласия, председатель совета Нижегородской общины.

## Ранние годы
Родился в 1865/1864 году в деревне Остапово, близ села Пурех Балахнинского уезда Нижегородской губернии. Его родители — Василий Иванович и Вера Михайловна — были крестьянами этой деревни. Начав с торговли «щепным товаром» и изделиями кустарного промысла, отец затем завёл небольшой пароходик «Многострадальный». Сироткин разбогател, записался в купечество, переехал в Нижний и приобрёл новый пароход, который в честь отмены крепостного права назвал «Воля», на котором подростком Дмитрий работал матросом.

## Предпринимательская деятельность
Женившись в 1890 году на дочери казанского купца-пароходчика Кузьмы Сидоровича Четвергова, при помощи тестя в 1895 году купил свой первый буксир. Затем приобрёл в собственность нефтетранспортное дело компании С. М. Шибаева (4 буксира). В 1907 году образовалось «Торгово-промышленное и пароходное товарищество Дмитрия Васильевича Сироткина» с капиталом в 1,5 миллиона рублей (15 пароходов, около 50 непаровых судов, в том числе более 20 барж). В 1910 году Д. В. Сироткин стал директором-распорядителем крупной пароходной компании «Волга».
Внёс значительный вклад в развитие волжского судоходства. Начиная с конца 90-х гг. XIX века строит баржи новой конструкции, а в 1907 году по его эскизному проекту Судостроительным заводом И. А. Шорина в Гороховце построена металлическая нефтеналивная баржа «Марфа Посадница» — небывалых на Волге размеров и грузоподъемности.
«Марфа Посадница» позволила снизить себестоимость перевозки на 50 и более процентов и положила начало массовому строительству крупнотоннажных наливных барж грузоподъемностью от 400 000 до 720 000 пудов (6500-11700 тонн). Сам Сироткин считал достижение в данной области одним из главнейших успехов своей жизни, прибавляя при этом, что это успех не только его личный, но и «совокупный целой плеяды судоходных семейств, населявших родную реку и вырабатывавших формы волжских судов».
С 1907 года — председатель Нижегородского биржевого комитета. С 1908 года — председатель Совета съездов судовладельцев Волжского бассейна.

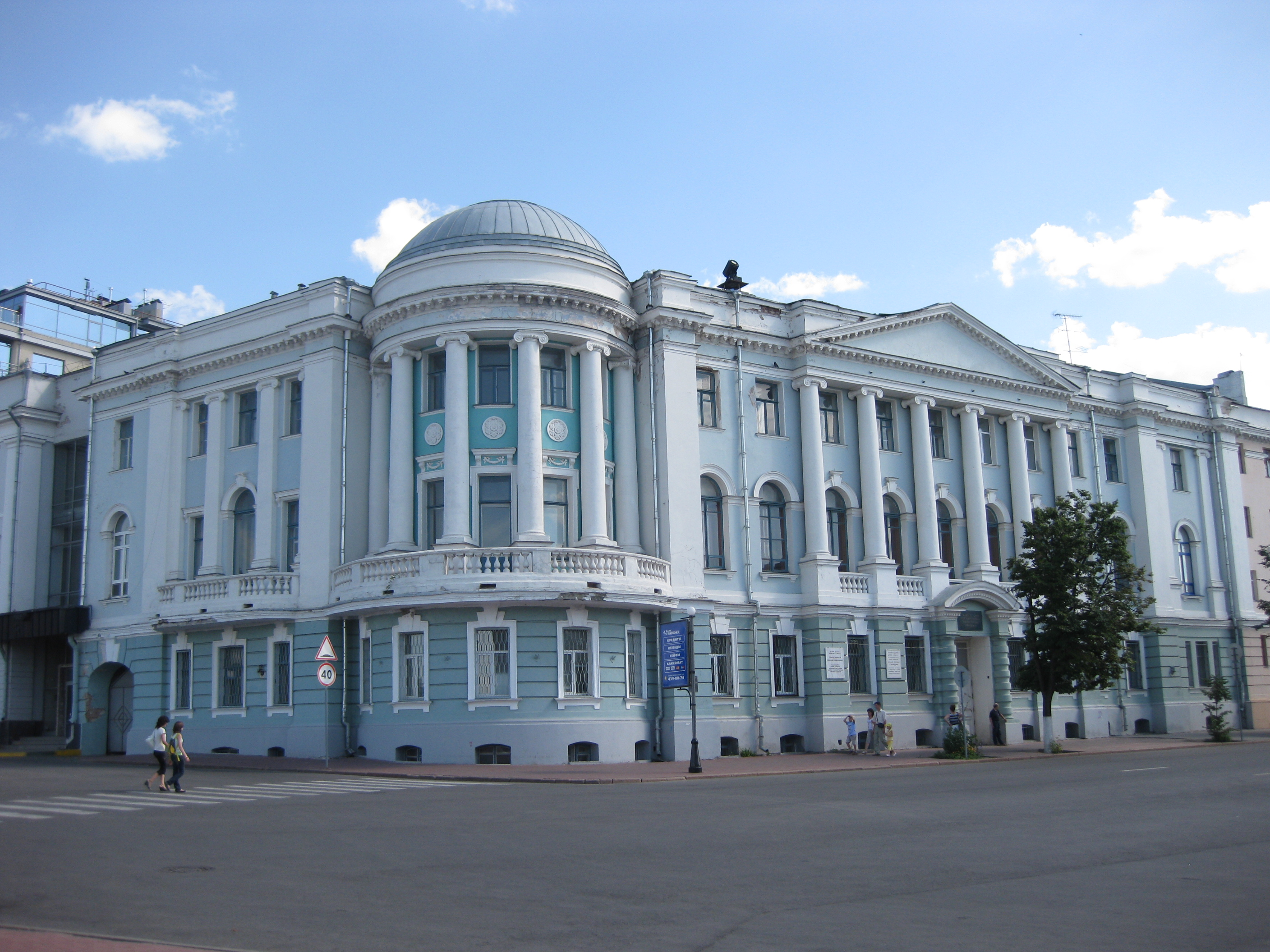
Здание правления (пл. Минина и Пожарского). Арх. Братья Веснины

В 1910 году Сироткин стал председателем торгово-промышленного и пароходного акционерного общества «Волга». Для постройки здания правления он купил участок земли на углу нижегородского Откоса и Семинарской площади, а проект постройки заказал братьям Весниным. Здание это сохранилось, оно расположено на Верхне-Волжской набережной, д. 1. Ныне в нём располагается медицинский университет. По проекту Весниных (при участии С. А. Новикова) рядом со зданием правления в 1913 году было начато строительство жилого дома, в котором Сироткин намеревался «пожить года четыре», а затем подарить городу для размещения Художественного музея (который там сейчас и размещается).

## Благотворительность

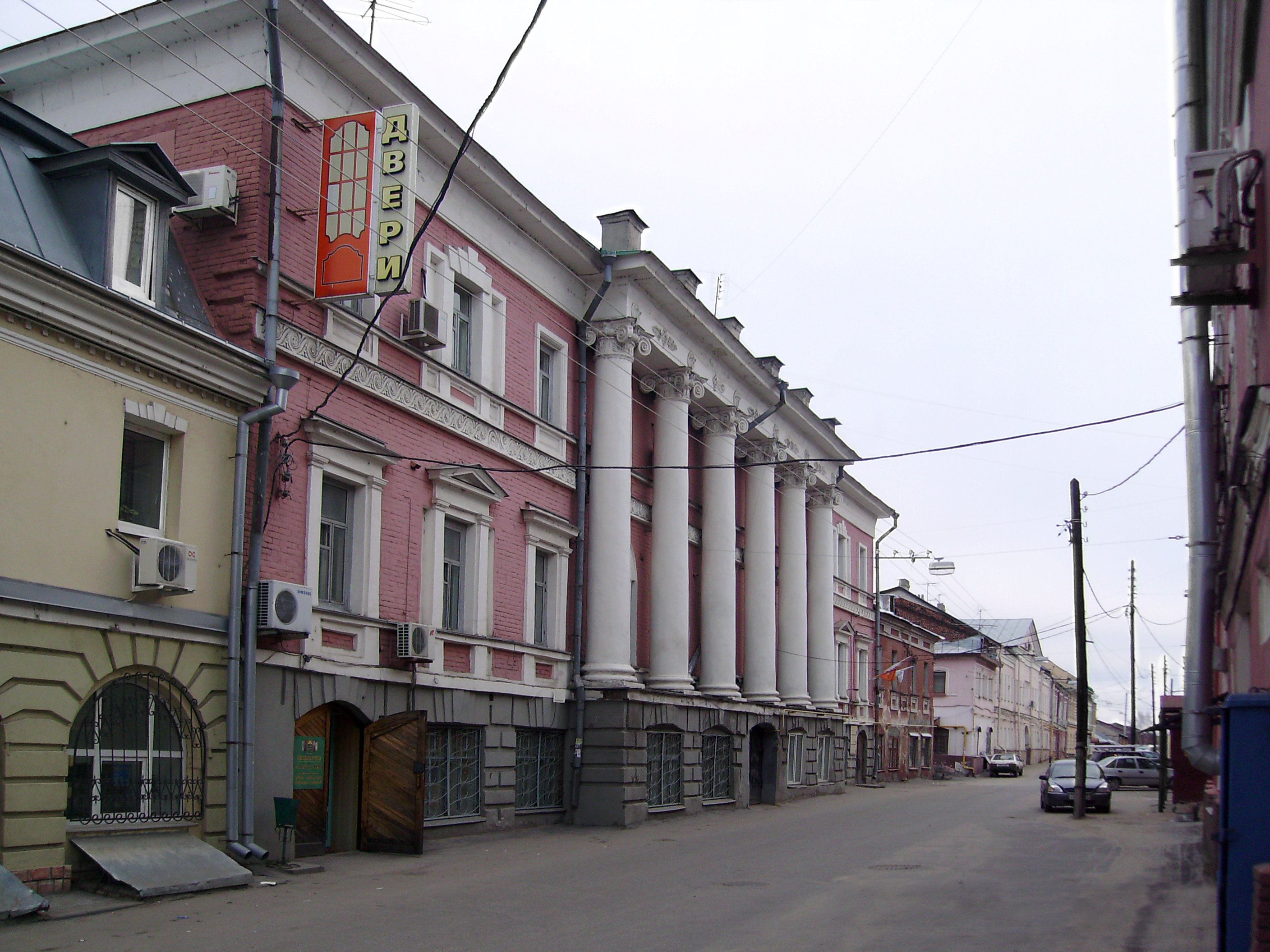
Здание клуба-чайной для бедноты «Столбы» (ул. Кожевенная, 11). Арх. Кизеветтер Г. И.

Сироткин был значительным церковным благотворителем. Финансировал строительство в своём родном селе в 1913 году старообрядческого храма по проекту архитекторов братьев Весниных. Был одним из жертвователей на журнал «Церковь». На его пожертвования существовала Нижегородская община; молитвенный дом, где совершались богослужения, также принадлежал Сироткину.
С 1899 года — председатель Совета всероссийских съездов старообрядцев белокриницкой иерархии.
В 1908 году, выступая за увеличение прав мирян в Церкви, вошёл в конфликт с нижегородским и костромским епископом Иннокентием. После длительной борьбы общее собрание членов общины 12 сентября 1910 года вынудило Сироткина уйти с поста председателя. Вслед за этим в 1910 году Сироткин подал в отставку и с поста председателя Совета старообрядческих съездов. Делегаты 10 съезда большинством голосов просили его остаться.
Будучи городским головой, предложил Горькому устроить для безработных дневное пристанище, знаменитые «Столбы». Деньги на устройство были выделены думой и известным благотворителем Н. А. Бугровым.
В 1917 году построил в память умершей матери старообрядческую богадельню с храмом по ул. Жуковской (ныне — ул. Минина), при которой на свои средства содержал церковный хор.

## Городской голова
29 марта 1913 года избран нижегородским городским головой на четырёхлетний срок. Отказался от жалованья городского головы. Вскоре начался крупный скандал, связанный с принадлежностью Сироткина к старообрядчеству. В Нижнем Новгороде, 7 мая 1913 года на торжествах по случаю 300-летия царской династии в присутствии царя был устроен молебен. Так как служили новообрядческие священники, городской голова демонстративно не крестился.
Второй раз избирался городским головой на 1917—1920 год. Выборы состоялись 7 февраля 1917 года, а уже в начале сентября Сироткина сменил городской голова Временного правительства.
Во время пребывания его на должности городского главы в Нижнем Новгороде началось строительство канализации, было выкуплено в собственность города трамвайное и электрическое хозяйство, открылась городская хлебопекарня.
Принимал участие в открытии в 1915 году в Народного университета.

## После революции
Осенью 1917 года от «Политического союза старообрядческих согласий» вошёл в состав Временного совета республики («Предпарламента»). В ноябре 1917 года баллотировался в депутаты Учредительного собрания по списку союза старообрядцев, но избран не был.
В 1918—1919 годах находился на Белом Юге, в основном в Ростове-на-Дону. Играл важную роль в местных предпринимательских кругах. В конце 1919 года уехал во Францию. В 1920-е годы поселился в Югославии вместе с семьёй, где жил доходами от эксплуатации двух небольших пароходов. О последних годах его жизни практически ничего не известно.

## Память

Памятник Сироткину в Нижнем Новгороде

25 мая 2011 года на белградском кладбище был открыт памятник на могиле Сироткина, который изготовили в начале 2011 года по заказу администрации Нижнего Новгорода. Эскиз надгробия выполнен нижегородским архитектором Зоей Рюриковой, а работы финансировались ОАО «Завод Нижегородский теплоход» — судостроительным предприятием, которое было основано Дмитрием Сироткиным сто лет назад. В 2012 году в Нижнем Новгороде установлен памятник Сироткину, напротив его бывшего особняка на Верхне-Волжской набережной.

## Дата рождения и дата смерти
Даты жизни Сироткина (1865—1946) приведены в академическом собрании сочинений Горького (посвятившего Сироткину немало места в своем очерке «Бугров»). Эти же сведения, за неимением иных надежных источников, были воспроизведены и в выпущенном в 1996 году энциклопедическом справочнике. Однако, согласно исследованию Арсеньева А. Б. и Нехотина В. В. датой рождения следует считать 10 мая 1864 года, а датой смерти — 13 июля 1953 года.

Наличие адреса на письмах Сироткина значительно облегчало дальнейший поиск. Согласно материалам белградских актов гражданского состояния, Д. В. Сироткин скончался 13 июля 1953 года в Белграде. Год его рождения, согласно этим же документам и надписи на могильной плите — 10 мая 1864, а не 1865. Последняя дата, опять же практически общепринятая в России, была получена по документам, которые Сироткин заполнял в качестве нижегородского городского головы там, как было тогда принято, указывалось число полных лет, а не год рождения, что нередко приводит к погрешностям при подсчетах.

## Семья
Брат — Василий Васильевич Сироткин (1878, Нижний Новгород.— 22.02.1943) — деятель водного транспорта, судостроения, навигации, статистики, учредитель и директор-распорядитель акц. о-ва «Нижегородский теплоход», директор Пароходного акц. о-ва «Енисей» и пароходного акц. о-ва «Бурлак», директор акц. о-ва «Торф», представитель «Сироткинской промышленной группы», возглавляемой Д. В. Сироткиным, автор брошюр «Опровержение атеизма» (1942; англ. яз.), «Использование русского опыта для речного транспорта в Соединенных Штатах» (1942; англ. яз.)